# Béjar (Salamanca)
Béjar ist eine westspanische Stadt und eine Gemeinde (municipio) mit 11.957 Einwohnern (Stand: 2024) im Süden der spanischen Provinz Salamanca in der autonomen Region Kastilien-León. Das historische Zentrum ist als nationales Kulturgut (Bien de Interés Cultural) in der Kategorie Conjunto histórico-artístico anerkannt.

## Lage und Klima
Béjar liegt am Fluss Cuerpo de Hombre in den hügeligen bis bergigen nördlichen Ausläufern der Sierra de Béjar in einer Höhe von ca. 950 m. Die Stadt Madrid liegt ungefähr 215 km (Fahrtstrecke) östlich; die Provinzhauptstadt Salamanca ist ca. 73 km (Fahrtstrecke) in nördlicher Richtung entfernt und die Stadt Ávila befindet sich etwa 107 km nordöstlich. Das Klima ist gemäßigt bis warm; Regen (ca. 520 mm/Jahr) fällt übers Jahr verteilt.

## Bevölkerungsentwicklung
| Jahr      | 1857   | 1900  | 1950   | 2000   | 2021   |
| Einwohner | 11.329 | 9.488 | 15.666 | 15.690 | 12.269 |

Trotz der Mechanisierung der Landwirtschaft, der Aufgabe von bäuerlichen Kleinbetrieben („Höfesterben“) und der Abwanderung vieler Familien vom Land in die Stadt (Landflucht) ist die Zahl der Einwohner vergleichsweise konstant geblieben.

## Wirtschaft
Die Stadt war seit altersher Zentrum von Handel, Gewerbe und Dienstleistungen aller Art. Sie lebte – abgesehen von kleinen Gemüsegärten oder der Haltung von Hühnern und manchmal einem Schwein – in der Hauptsache von den landwirtschaftlichen Produkten der näheren Umgebung; diese wurden von Straßenhändlern und an Markttagen verkauft.

## Geschichte
Die ersten Siedler auf dem Gebiet der heutigen Stadt waren die keltische Vettonen (um 400 v. Chr.); sie besiedelten den südlichen Teil der heutigen Altstadt. Das restliche Stadtgebiet bis zur „La Corredera“ war damals landwirtschaftlich geprägt. Am Anfang des 1. Jahrhunderts nach Christus ging Béjar in die Hände der Römer über; unter deren bis etwa 450 n. Chr. andauernden Herrschaft entwickelte sich die Stadt zu einem wichtigen Handelszentrum. Westgotische Spuren wurden bislang nicht gefunden.
Im Zuge der arabisch-maurischen Invasion der iberischen Halbinsel eroberte Musa ibn Nusayr die Stadt. Erst im Jahr 1085 wurde sie von Alfons VI. von León zurückerobert (reconquista). Danach wurde die Region mit Christen aus dem Norden und Süden der Iberischen Halbinsel wiederbesiedelt (repoblación): viele Ortschaften wurden mit Burgen und Stadtmauern befestigt, doch blieben – nicht nur in Béjar – weitere maurische Einfälle aus. Im Jahr 1485 wurde von Isabella I. von Kastilien zu Gunsten von Álvaro de Zúñiga y Guzmán der Titel eines „Herzogs von Béjar“ eingerichtet.

## Sehenswürdigkeiten

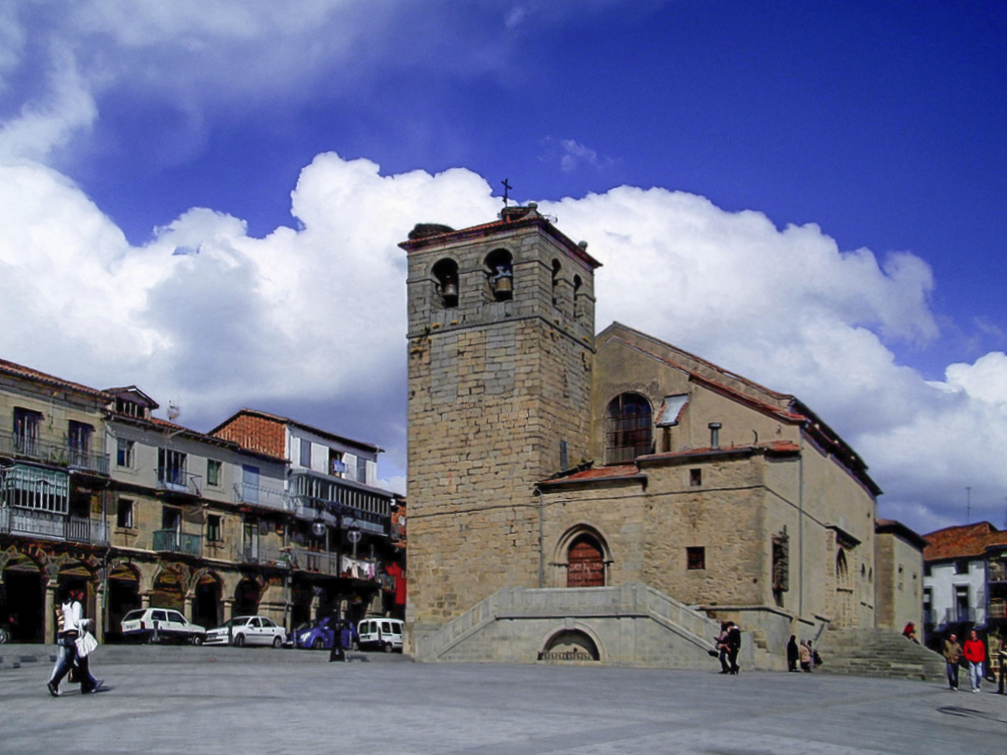
Kirche El Salvador

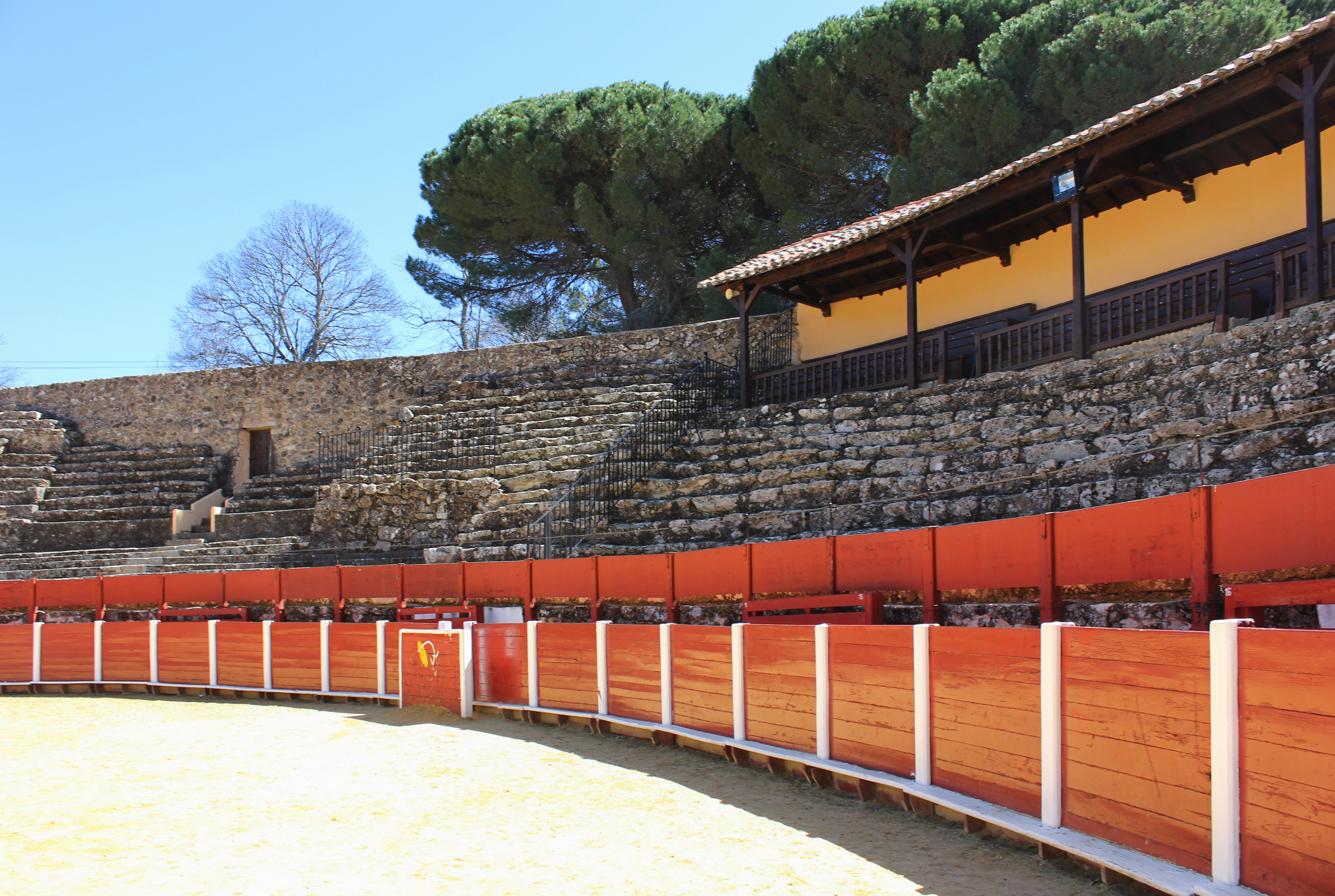
Plaza de Toros

- Auf dem höchsten Punkt der Stadt erhebt sich – anstelle einer ehemals vorhandenen mittelalterlichen Burg – der herzogliche Palast (Palacio Ducal) der Familie Zuñiga aus der Mitte des 16. Jahrhunderts.
- Am Ostende der von Arkadenhäusern gesäumten Plaza Mayor steht die spätromanisch-frühgotische Kirche El Salvador aus der Zeit um 1300. Während die Apsis original erhalten ist, wurde das Kirchenschiff (nave) im 16. Jahrhundert erneuert.
- Die Kirche Santa María la Mayor stammt ebenfalls aus dieser Zeit; sie verfügt über ein Apsisdekor im Mudéjar-Stil. Das im 16. Jahrhundert erneuerte Kirchenschiff ist gut 15 m breit; zwischen drei Schwibbögen spannen sich Holzdecken. Unter den zahlreichen Ausstattungsgegenständen sind das Altarretabel mit zahlreichen Schnitzfiguren sowie ein romanisches Taufbecken besonders erwähnenswert.[7]
- Das Rathaus (ayuntamiento) befindet sich in einem ehemaligen Lagerhaus für Getreide (alhóndiga), das wohl zeitweise auch als Gefängnis (carcel) diente. Bemerkenswert ist die fünfteilige zweigeschossige Arkadenfassade.
- Die Kirche des ehemaligen Franziskanerkonvents (Convento de San Francisco) dient heute als Museum für Malerei des 19. Jahrhunderts etc.
- Die ehemalige Iglesia de San Gil beherbergt Skulpturen des Bildhauers Mateo Hernández.

Umgebung
- Etwa 1 km südlich der Stadt befindet sich eine der wichtigsten kulturhistorischen Sehenswürdigkeiten Béjars – die in den Jahren 1711–1714 erbaute Stierkampfarena (Plaza de Toros) ist mit großer Wahrscheinlichkeit die erste aus Stein gebaute Arena der Neuzeit.
- Ca. 1 km nördlich der Stadt liegt der herzogliche Park El Bosque aus dem 16. Jahrhundert.[8]

## Söhne und Töchter der Stadt
- Luciano Sánchez (* 1944), Fußballspieler
- Jesús Caldera Sánchez-Capitán (* 1957), Politiker (PSOE), Minister für Arbeit und Soziales
- Laudelino Cubino (* 1963), Radrennfahrer
- Antonio Sánchez (* 1963), Leichtathlet
- Roberto Heras (* 1974), Radrennfahrer